# Sasaki Yo
Yo Sasaki (sinh ngày 28 tháng 4 năm 1973) là một cầu thủ bóng đá người Nhật Bản.

## Sự nghiệp câu lạc bộ
Yo Sasaki đã từng chơi cho Cerezo Osaka.